# Diecézní muzeum (Nitra)
Diecézní muzeum Nitranského biskupství se nachází v Nitře, v městské části Staré město, konkrétně v Horním městě. Úřední adresa je Nám. Jana Pavla II., Nitra.

## Historie, popis
Diecézní muzeum sídlí v centru nádvoří Nitranského hradu, v jedné z budov Nitranského biskupství, postavené v 17. století.
První, nadzemní část diecézního muzea byla otevřena 5. července 2007 (na svátek sv. Cyrila a Metoděje) s názvem Když písmo promluví. Druhá část - Klenotnice, byla otevřena v roce 2008, s názvem Skvosty Katedrály - Baziliky sv. Emeráma.
V první části muzea se nacházejí písemné památky a artefakty, které se vážou k prvnímu státnímu útvaru na dnešním území Slovenska - k Velké Moravě. Některé z artefaktů sahají ještě do dřívějšího období, například náhrobní kameny z římského kastela Kelementia v Iži při Komárně, terakotové kahance z Gerulaty v Rusovsiach nebo zlaté mince z Bine.
Z písemných památek jsou v muzeu vystaveny faksimile Kyjevských listů (Hlaholská písemná památka), Assemaniho evangeliář (10. stol.), Cividalský evangeliář (5.-7. stol.), rozsáhlý spis s názvem O obrácení Bavorů a Korutáncov, Bula Industriae tuae (r. 880), první slovanská báseň Proglas, nejstarší zachovaná rukopisná kniha Nitranský evangeliář (kolem r. 1083) a významná písemná památka Zoborské listiny z let 1111 a 1113. Originál Zoborské listiny z roku 1111 je nejstarší původní dokument zachovaný na území Slovenska.
Druhá, suterénní, část muzea se nazývá Klenotnice. Je v ní nainstalován chrámový poklad Nitranské katedrály a Biskupského úřadu v Nitře. Nacházejí se zde bohoslužebné předměty - kalichy, monstrance, svícny, lampy, kříže, berle, rytiny, různé další stříbrné a zlaté liturgické předměty. Nejstarší zachované klenoty pocházejí z pozdněgotického období. Liturgické předměty, které jsou vystaveny v klenotnici nadále slouží bohoslužebným účelům.